# Đặng Thông Phong
Sensei Đặng Thông Phong là em trai của Đặng Thông Trị sinh năm 1935 là một võ sư người Việt Nam. Sự nghiệp võ thuật của ông bắt đầu vào năm 1950, tại Học viện Võ thuật Hàn Bái, Sài Gòn. Ở đó, ông bắt đầu huấn luyện Hàn Bái Đường Việt Kungfu của Thiếu Lâm và Judo. Năm 1963, ông bắt đầu đào tạo tại Taekwondo tại Học viện Quân sự võ thuật và Giáo dục thể chất tại Thủ-Đức.

## Tiểu sử và thành tựu
Năm 1967, trung tướng Choi Hong Hee, Chủ tịch Liên đoàn Taekwondo quốc tế (ITF) mời Sensei Phong đến Seoul tham quan võ thuật ở địa phương của trường và nghiên cứu về cách thức tổ chức. Cũng trong năm đó, Sensei Phong đi thăm trụ sở Aikikai Thế giới ở Tokyo, Nhật Bản để huấn luyện thêm cho mình và ông được cấp Đẳng 3 trong Aikido. Khi trở về Việt Nam, ông được đề cử làm Giám đốc kỹ thuật của Học viện Quân sự võ thuật và Giáo dục của chính phủ miền Nam Việt Nam (Việt Nam Cộng hòa).
Năm 1968, O-Sensei Ueshiba Morihei trao giấy chứng chỉ cho Sensei Phong, người có thẩm quyền để tổ chức, đào tạo và mở rộng Aikido trong toàn Việt Nam theo tinh thần của tình yêu và hòa bình. Và từ đó, Sensei Phong thành lập Liên đoàn Aikido Tenshinkai, trong đó ông đã giữ vị trí Chủ tịch cho đến ngày hôm nay. Ten có nghĩa là Thiên, Shin có nghĩa là tim, và Kai có nghĩa là tổ chức. Đưa chúng với nhau Tenshinkai có ý nghĩa là Hội Thiên-Tâm.
Năm 1969, Sensei Phong đã lãnh đạo đội Taekwondo đầu tiên của người Việt Nam Cộng Hòa để tham gia trong khu vực Đông Nam Á tại Hồng Kông. Sau đó ông được thăng lên làm Giám đốc kỹ thuật của Việt Nam Cộng hòa của Liên đoàn Võ thuật quân sự.
Năm 1970, Sensei Phong bắt đầu một chương trình dạy Aikido tại cac Hàn lâm viện quân sự khác nhau và trong một số đơn vị chiến đấu của quân chủng của Việt Nam Cộng hòa. Ông cũng đã giới thiệu Aikido đến bốn Mẫu High Schools tại Sài Gòn, Việt Nam trong năm 1972. Từ 1971-1973, ông đã tổ chức đăng bài của Tổng thư ký cho cả hai Liên đoàn Judo Việt Nam và Liên đoàn Taekwondo Việt Nam.
Sau sự kiện năm 1975. Là một Cán bộ của lực lượng vũ trang của Việt Nam, ông bị bắt làm tù binh và được gửi đến tiếp trại cải tạo. Sau ba năm trong trại, ông trốn thoát hai lần và trong khi tìm cách để bỏ trốn, ông bị bắt giữ cả hai lần và đã ở tù bảy năm rưỡi.
Sau khi ra khỏi nhà tù, Sensei Phong đã cố gắng trốn thoát khỏi Việt Nam nhiều lần, nhưng đã nhưng thất bại. Trong một nỗ lực khi ông tìm cách rời khỏi đất nước bằng thuyền, ông bị bắt và trải qua tám tháng tiếp theo trong tù. Trong nỗ lực khác, ông tìm cách rời Việt Nam bằng cách đi qua Campuchia để tiếp cận với Thái Lan, nhưng đã bị bắt tại Campuchia. Năm 1985, sau khi nhiều nỗ lực không thành công, ông cuối cùng cung thoát ra khỏi Việt Nam lần thứ mười tám và Sensei Phong đặt chân lên đất Mỹ ngày 26 tháng 2 năm 1986.
Tại Mỹ, không bao giờ quên sứ mệnh O-Sensei Ueshiba Morihei da ủy thác cho ông, Sensei Phòng làm việc chăm chỉ để thiết lập hiện Liên đoàn Aikido Tenshinkai. Năm 1988, ông thành lập Westminster Aikikai, Tenshinkai Trụ sở chính, ở vị trí 8536 Westminster Boulevard, Thành phố Westminster, Quận Cam, California. Ngày 24 tháng 10 năm 1991, Aikido Foundation, Aikido Thế giới trụ sở tại Tokyo, Nhật Bản, chính thức công nhận Aikido Tenshinkai Liên đoàn như là một Liên đoàn ở Hoa Kỳ. Cùng năm đó, Sensei Phong được mời tham dự lễ kỷ niệm 60 năm thành lập Aikido tại Tokyo.

## Hiện Tại
Bên cạnh việc giảng dạy của mình tại Westminster Aikikai, Sensei Phong cũng tổ chức nhiều cuộc hội thảo tại Dojo và cac địa điểm khác nhau trong đó bao gồm Oakland, CA, Texas, Florida, Pháp, Hà Lan và Việt Nam. Năm 1994, ông dạy tại một số hội thảo quốc tế tại Pháp và Hà Lan trong ba tuần. Cũng trong năm đó, Sensei Phong được vinh danh tại tổ chức "Những người Việt xuất sắc", người đã làm việc hết mình cho xã hội hơn nữa thế kỷ và mang lại vinh quang cho đất nước sở tại, tại Việt Nam và người dân ở đó.